# Marleys Goldmull
Marleys Goldmull (Amblysomus marleyi) ist eine Art der Goldmulle, deren bekanntes Vorkommen sich auf nur zwei Lokalitäten in der südafrikanischen Provinz KwaZulu-Natal beschränkt. Sie bewohnt dort offene Graslandschaften und Wälder. Kennzeichnend für die Tiere sind, wie für die anderen Goldmulle auch, ein auffallend spindelförmiger Körper mit äußerlich nicht sichtbaren Ohren und Schwanz sowie die kräftigen Klauen der Vorderfüße. Allerdings ist Marleys Goldmull deutlich graziler gebaut als andere Vertreter der Kupfergoldmulle. Die Lebensweise der Tiere ist kaum erforscht, sie graben im Erdreich und sind einzelgängerisch und nachtaktiv. Die wissenschaftliche Erstbeschreibung erfolgte im Jahr 1931, der Bestand gilt als stark bedroht.

## Merkmale

### Habitus
Marleys Goldmull ist ein kleinerer Vertreter der Goldmulle mit einem im Vergleich zu den anderen Kupfergoldmullen eher feinen Körperbau. Er erreicht eine Kopf-Rumpf-Länge von 9 bis 12 cm, ermittelt an 13 Individuen. Die Angaben zum Gewicht liegen bei 30 bis 34 g. Ein deutlicher Geschlechtsdimorphismus ist nicht ausgeprägt, Männchen sind durchschnittlich etwas größer als Weibchen. Allerdings könnte dies auch auf die nur geringe Anzahl an untersuchten Tieren zurückzuführen sein. Wie alle Goldmulle besitzt auch Marleys Goldmull einen spindelförmigen Körper, Ohren und Schwanz sind äußerlich nicht sichtbar. Das Rückenfell ist rötlichbraun gefärbt, am Bauch überwiegen mattorange bis graue Töne. Schnauze und Wangen sowie die Kehle erscheinen heller als der Rücken. Häufig zieht sich ein breites, weißes Band von der fleischigen Nase bis unter die im Fell verborgenen Augen. Die Deckhaare weisen gelbliche Basen und graue Spitzen auf. Eine Ausnahme bilden gebrochen-weiße Haare an der Schnauze. Die Gliedmaßen sind stämmig gebaut, die Hände besitzen vier, die Füße fünf Strahlen, die jeweils Krallen tragen. Die Mittelkralle der Hand (Strahl III) ist kräftig, aber nicht so deutlich massiv wie bei den anderen Kupfergoldmullen. Sie wird an der Basis 3,7 bis 4,4 mm breit und insgesamt 10,5 bis 13 mm lang. Der Hinterfuß ist braun gesprenkelt, seine Länge variiert von 11 bis 13 mm.

### Schädel- und Gebissmerkmale
Die Länge des Schädels liegt bei 22,4 bis 24,7 mm, die größte Breite bei 13,9 bis 16 mm. Er ist deutlich kürzer und schlanker als der anderer Kupfergoldmulle. Das Gebiss setzt sich aus insgesamt 36 Zähnen zusammen, die Zahnformel lautet: {\displaystyle {\frac {3.1.3.2}{3.1.3.2}}}. Der hinterste Molar ist zumeist nicht ausgebildet. Die unteren Molaren besitzen jeweils ein kräftiges Talonid. Der vorderste Prämolar ist zweispitzig (bicuspid oder sectorial) gestaltet. Die obere Zahnreihe wird vom Eckzahn bis zum zweiten Molar 5,3 bis 6,1 mm lang.

## Verbreitung

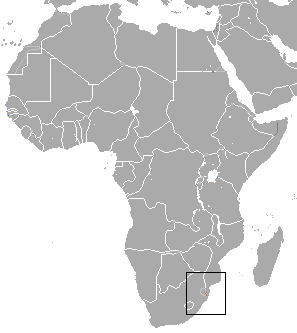
Verbreitungsgebiet des Marleys Goldmulls

Marleys Goldmull kommt endemisch im südlichen Afrika vor. Er ist an die Zone der Küstenwälder gebunden, aber nur von zwei Lokalitäten (Ubombo und Ingwavuma) bekannt. Diese liegen etwa 49 km auseinander und befinden sich an den Osthängen der Lebomboberge in der südafrikanischen Provinz KwaZulu-Natal. Das gesamte Verbreitungsgebiet verteilt sich auf eine Fläche von 1500 km², das eigentliche Vorkommen beschränkt sich auf etwa 32 km² mit Höhenlagen zwischen 489 und 695 m über dem Meeresspiegel. Funde aus Eulengewöllen 250 km südwestlich der bekannten Lokalitäten führen zu der Vermutung, die Art könnte weiter verbreitet sein. Das bewohnte Habitat besteht aus weichen Böden in feuchten Grasländern und Wäldern des Veld, wobei die Tiere sowohl im Lowveld als auch im Bushveld auftreten. Darüber hinaus tritt die Art auch in Gärten auf. Sie ist lokal teilweise häufig, quantitative Daten liegen nicht vor. In den weiter östlich gelegenen Küstenebenen von Mosambik wird Marleys Goldmull vom Gelben Goldmull (Calcochloris obtusirostris) abgelöst.

## Lebensweise
Allgemein ist Marleys Goldmull einzelgängerisch und nachtaktiv, zudem lebt er unterirdisch. Aus diesen Gründen wird er nur selten gesichtet, die Lebensweise ist weitgehend unerforscht. Die Tiere graben im Erdreich, ihre Baue bestehen aus zwei verschiedenen Gangsystemen. Sie umfassen einerseits oberflächennahe Tunnel, die der Nahrungssuche dienen, andererseits tiefer gelegene Gänge mit Kammern zur Ruhe und zum Rückzug. Die Baue befinden sich häufig unter Baumwurzeln und unter großen Felsblöcken, die Eingänge zu den tieferen Bauen sind mit kleinen Erdhügeln markiert. Die Tiere ernähren sich hauptsächlich von Insekten. Über die Fortpflanzung ist nichts Genaueres bekannt.

## Systematik
Marleys Goldmull ist eine Art aus der Gattung der Kupfergoldmulle (Amblysomus), die aus insgesamt sechs  Mitgliedern besteht und damit die variantenreichste Gruppe innerhalb der Familie der Goldmulle (Chrysochloridae) bildet. Die Goldmulle sind endemisch in Afrika verbreitet und umfassen kleine, bodengrabende Säugetiere aus der Überordnung der Afrotheria. Ihr Verbreitungsschwerpunkt liegt im südlichen Afrika, einige wenige Arten kommen aber auch im östlichen oder zentralen Afrika vor. Aufgrund der stark spezialisierten Lebensweise haben die Habitate der einzelnen Arten mit wenigen Ausnahmen eng umrissene Grenzen. Innerhalb der Goldmulle sind zwei ökologische Gruppen zu unterscheiden. Die eine setzt sich aus Formen zusammen, die trockene bis teils halbwüstenartige Regionen besiedeln, etwa der Wüstengoldmull (Eremitalpa) oder die Kapgoldmulle (Chrysochloris). Dieser stehen die Bewohner von offenen Gras- und Savannenlandschaften sowie von Wäldern gegenüber, beispielsweise die Kupfergoldmulle, die Riesengoldmulle (Chrysospalax) oder Arends’ Goldmull (Carpitalpa). Die innere Gliederung der Familie ist nicht vollständig geklärt, in der Regel werden zwei oder drei Unterfamilien unterschieden, die sich über den Bau des Hammers im Mittelohr definieren: die Amblysominae mit einem normal gebauten Malleus, die Chrysochlorinae mit einem stark verlängerten Kopf des Malleus und die Eremitalpinae mit einem kugelig aufgeblähten Kopf des Malleus. Einige Autoren vereinen die beiden letztgenannten aber auch zu einer Unterfamilie, den Chrysochlorinae. Diese auf skelettanatomischen Unterschieden beruhende Untergliederung der Goldmulle kann durch genetische Befunde bisher nicht vollständig bestätigt werden. Laut molekulargenetischen Untersuchen bilden demnach Neamblysomus und Carpitalpa die nächsten Verwandten von Amblysomus.
Unterarten von Marleys Goldmull sind nicht bekannt. Die Art wurde 1931 von Austin Roberts wissenschaftlich erstbeschrieben. Ihm standen dafür acht Individuen aus Ubombo in Zululand in der südafrikanischen Provinz KwaZulu-Natal zur Verfügung. Von diesen stellt der Holotyp, ein ausgewachsenes Männchen, dass im Oktober 1928 gesammelt worden war, mit einer Kopf-Rumpf-Länge von 10,5 cm und einer Schädellänge von 24,5 mm das größte Individuum dar. Ubombo ist als Typusregion der Art anzusehen. Benannt ist die Art nach Harold Walter Bell-Marley, einem südafrikanischen Naturforscher. Spätere Autoren sahen Marleys Goldmull als Unterart oder Variation des Hottentotten-Goldmulls (Amblysomus hottentotus) beziehungsweise führten ihn innerhalb der heute nicht mehr anerkannten Art Amblysomus iris (dieser Vertreter gilt heute ebenfalls als Unterart des Hottentotten-Goldmulls). Untersuchungen zur Morphometrie der Kupfergoldmulle führten im Jahr 1996 wieder zur Anerkennung von Marleys Goldmull als eigenständige Art, wobei sich diese durch ihren deutlich grazileren Bau von verwandten Formen abhebt. Ebenso spricht die geographische Isolation für eine Eigenständigkeit als Art. Im Bezug auf den Karyotyp ist Marleys Goldmull aber mit 30 Chromosomenpaaren ähnlich zum Hottentotten-Goldmull, während andere Kupfergoldmulle wie der Robuste Goldmull (Amblysomus robustus) oder der Highveld-Goldmull (Amblysomus septentrionalis) mit einem höheren Chromosomensatz stärker abweichen.

## Gefährdung und Schutz
Der größte Bedrohungsfaktor für den Bestand von Marleys Goldmull besteht im Verlust geeigneter Lebensräume durch Überweidung oder durch Zerstörung der Wälder für die Entnahme von Brennholz, darüber hinaus wirkt sich auch die Ausdehnung der menschlichen Siedlungen teils negativ aus. Lokal können noch die Bejagung durch Haustiere oder das Verwenden von Pestiziden in der Landwirtschaft einen Einfluss haben. Die IUCN führt die Art in der Kategorie „stark bedroht“ (endangered). Sie kommt bisher nur in einem Naturschutzgebiet vor, der Pongola Wilderness Area. Untersuchungsbedarf besteht vor allem bei der Ermittlung des exakten Verbreitungsgebietes und dem Ausmaß der Gefährdung des Bestandes.